# Poker Flat Recordings
La Poker Flat recordings è un'etichetta indipendente tedesca fondata dal dj e musicista Steve Bug, che nel tempo è diventata la maggiore label nella diffusione del genere minimal e tech house in Europa.

## Storia
Nata nel 1998 dopo l'esperienza di Steve Bug con la raw elements, la Poker Flat nasce con l'intento di promuovere la corrente minimal di cui Bug era pioniere; in particolare fondando una vera e propria branca di questo genere che fu chiamata microhouse dove cioè la house music veniva contaminata da una concezione minimalista proveniente dalla techno. La politica della label è sempre stata quella di promuovere giovani artisti, e infatti negli anni si è vantata di aver lanciato tanti nomi nella scena europea, in particolare quello di trentemøller, dj/produttore danese che con una serie di produzioni tech house (infettate da minimal e talvolta da una vena electroclash) pubblicate su questa label, fa sì che si puntino i riflettori sulla Poker Flat, e il suo catalogo, diventando così uno dei maggiori responsabili dell'affermazione del genere nel mercato europeo dal 2003 circa in poi.

## Maggiori artisti
- Trentemøller
- Luciano
- Dan Berkson & James What
- DJ T
- Guido Schneider
- John Tejada
- Alexi Delano
- Mathias Tanzamann
- Tanzbug (Mathias Tanzmann e Steve Bug)
- Aril Brikha
- Steve Bug
- Martin Landsky
- Josh Wink